# Donji Laduč
Donji Laduč es una localidad de Croacia en el municipio de Brdovec, condado de Zagreb.

## Geografía
Se encuentra a una altitud de 140 m s. n. m. a 25.7 km de la capital nacional, Zagreb.

## Demografía
En el censo 2011, el total de población de la localidad fue de 825 habitantes.
Según estimación 2013 contaba con una población de 841 habitantes.